# Catocala viviannae
Catocala viviannae là một loài bướm đêm thuộc họ Erebidae. Loài này có ở Thổ Nhĩ Kỳ và Iran.
Con trưởng thành bay từ tháng 7 đến tháng 8.